# Außenhandelsbank der UdSSR
Die Außenhandelsbank der UdSSR (russisch Внешторгбанк СССР/Wneschtorgbank SSSR) mit Sitz in Moskau war das in der Sowjetunion für Im- und Exportgeschäfte zuständige Kreditinstitut. Sie ging am 7. April 1924 aus der Russischen Handelsbank (Ruskombank) hervor und wurde am 1. Januar 1988 im Rahmen der Reform des sowjetischen Bankensystems in Bank für Außenwirtschaft der UdSSR (russisch Банк внешнеэкономической деятельности СССР/Wneschekonombank SSSR) umbenannt. Nach dem Zerfall der Sowjetunion wurden ihr teilweise neue Aufgaben zugewiesen, seit 2007 ist sie als Wneschekonombank weiterhin in staatlichem Besitz Russlands.
Im Gründungsjahr kam die Bank auf sieben Niederlassungen in den Unionsrepubliken, ihr Vorstandsvorsitzender V. S. Korobkow war in den Vereinigten Staaten um die Beschaffung von Krediten bemüht. Auf einen Beschluss der für die Beaufsichtigung von Im- und Exporttransaktionen zuständigen Regierungskommission hin, zog im Februar 1926 die Gosbank das Auslandsgeschäft umfangreich an sich, das Filialnetz der Außenhandelsbank wurde verkleinert. 1927 führte man noch Verhandlungen mit der Berliner Handels-Gesellschaft, doch wurden im Mai des Jahres zwecks Zentralisierung der Außenhandelsaktivitäten der Gosbank vom Sownarkom weitgehende Kontrollbefugnisse über die Außenhandelsbank eingeräumt, sie geriet in zunehmende Abhängigkeit. Während des Deutsch-Sowjetischen Krieges wurden die Angestellten der Außenhandelsbank zusammen mit jenen der entsprechenden Abteilung der Gosbank nach Kuibyschew versetzt. Anfang der 1950er Jahre wurde mit der Filiale in Istanbul das letzte Auslandsbüro geschlossen, der Personalumfang der Bank betrug noch 58 Personen. Aufwärts ging es im folgenden Jahrzehnt mit verbesserten Außenhandelsbeziehungen und neu von der Gosbank an die Außenhandelsbank abgetretenen Befugnissen, insbesondere der Ausweitung von Krediten an sowjetische Außenhandelseinrichtungen. Mit einer neuen Satzung, welche die Bank in die Lage versetzte, das staatliche Valutamonopol abzusichern, begann die Bank, eine zunehmend herausgehobene Rolle in den Beziehungen zu ausländischen Partnern zu spielen. Mitte der 1960er Jahre ging es vorwiegend um westeuropäische Kredite für das Projekt Wolga-Automobile, in Zusammenarbeit mit dem Fiat-Konzern. Es folgte die Kreditbeschaffung für Geschäfte Erdgas gegen Stahlröhren, zunächst 1968 mit österreichischen Partnern und 1970 für das Erdgas-Röhrengeschäft mit einem deutschen Bankenkonsortium.
Als einziges sowjetisches Geldinstitut wurde für die Außenhandelsbank die Rechtsform einer Aktiengesellschaft beibehalten, keine Besonderheit allerdings, mit einigen Außenhandelsmonopolunternehmen und der Gosbank als alleinigen Anteilseignern. Letztere wurde in ihrem Aufgabengebiet des staatlichen Außenhandels- und Valutamonopols von der Außenhandelsbank ergänzt. Sie diente zur Finanzierung entsprechender Geschäfte, handhabte sämtlichen Zahlungsverkehr im Im- und Export der UdSSR, war verantwortlich für Devisentransaktionen, zu denen auch der Umtausch des Geldes westlicher Touristen gehörte, und war für inländische Firmen und Einrichtungen der Verwalter von Guthaben in Fremdwährungen. Bedeutend war ihr Auftreten als Goldverkäuferin auf den westlichen Märkten, wichtig zur Beschaffung von Devisen, mit denen sich Importüberschüsse bezahlen ließen.